# Heuvelschreeuwuil
De heuvelschreeuwuil (Megascops roraimae)  is een vogel uit de familie Strigidae (uilen). De vogel wordt door BirdLife International als ondersoort  van de marmerschreeuwuil (Megascops vermiculatus roraimae)  beschouwd en daarom heeft de vogel geen aparte vermelding op de Rode Lijst van de IUCN. De vogel werd in 1897 als aparte soort Scops roraimae door Osbert Salvin geldig beschreven.

## Verspreiding en leefgebied
Deze soort komt voor in het noordelijk deel van Zuid-Amerika
Er zijn drie ondersoorten:
- M. r. roraimae (Salvin, 1897) de tepui's van Zuid-Venezuela, Guyana, Suriname en aangrenzend Brazilië
- M. r pallidus (Hekstra, 1982) In de Serranía del Perijá en het kustgebergte van Venezuela.
- M. r. napensis (Chapman, 1928) (rionaposchreeuwuil) Oosthellingen van de Andes van Colombia tot in Bolivia